# Don Camillo och hans lilla värld
Don Camillo och hans lilla värld (italienska: Mondo Piccolo. Don Camillo) är en roman från 1948 av den italienske författaren Giovannino Guareschi. Den utspelar sig i en fiktiv småstad på Poslätten i Norditalien och skildrar i humoristiska episoder hur prästen Don Camillo tvistar om olika frågor med den kommunistiske borgmästaren Peppone. Figuren Don Camillo har lånat sitt namn från verklighetens Don Camillo Valota, en katolsk präst som tjänstgjorde vid fronten under andra världskriget, samt satt i koncentrationslägret Dachau. Romanfigurens personlighet är enligt författaren dock inspirerad av en annan präst, som var verksam i Valtellina.
Boken gavs ut på svenska 1951 i översättning av Inalisa Munck. Den fick ett större antal uppföljare och filmatiserades 1952 av Julien Duvivier med stor publikframgång. I filmen spelas Don Camillo av Fernandel.